# Rab (Stadt)

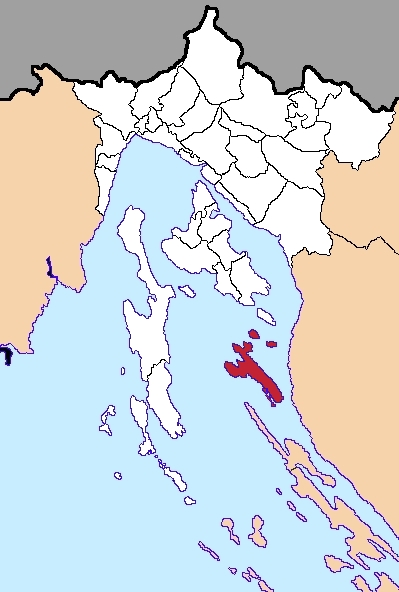
Lage der Stadt auf der gleichnamigen Insel in der Gespanschaft Primorje-Gorski kotar

Rab (italienisch Arbe) ist eine Stadt auf der kroatischen Insel Rab in der Adria.
Sie gehört zur Gespanschaft Primorje-Gorski kotar.
Die an der Westküste der Insel befindliche Hafenstadt Rab besteht schon seit vorchristlicher Zeit. Die Stadt hat zusammen mit allen Ortsteilen 7.122 Einwohner (2021) und liegt auf der schmalen Halbinsel zwischen der Bucht Sv. Eufemija und dem Hafen von Rab.

## Stadtgliederung
Laut der letzten Volkszählung von 2021 hatte die Stadt Rab zusammen mit allen sieben Ortsteilen 7.122 Einwohner. Davon befanden sich insgesamt 39 Personen, sogenannte Auslandskroaten, zum Zeitpunkt der Volkszählung im Ausland.
- Banjol – 1708
- Barbat – 1140
- Kampor – 1030
- Mundanije – 402
- Palit – 1580
- Rab – 364
- Supetarska Draga – 937

## Geschichte

### Antike
Die Altstadt von Rab besteht seit mehr als 2000 Jahren. Aus der Zeit der Besiedlung der Griechen von Dalmatia wird die Siedlung Rab erstmals erwähnt. Der griechische Geograph und Seefahrer Skilaks Kariandonski erwähnte in seinen Schriften die liburnische Insel als „Arba“. Die Wurzeln gehen zurück auf illyrische Stämme, die diesen Ort vor etwa 350 v. Chr. besiedelten. An der Stelle der heutigen Stadt befand sich im 1. Jahrhundert eine römische Siedlung mit dem lateinischen Namen „Arbum“. Als erste Stadt des römischen Dalmatia wurde ihr die Ehre zuteil, das begehrte Epitheton FELIX (dt.: „glücklich“) zu bekommen.
Der römische Kaiser Oktavian, gen. Augustus, erklärte die Ortschaft zum Munizipium und gab ihr die Selbständigkeit. Erste Besiedlungen durch Römer fanden bereits im Jahre 10 v. Chr. statt.

### Mittelalter
Im 11. Jahrhundert kam die Stadt Rab sowie die Insel unter die Herrschaft des Fürsten Branimir zum Herzogtum Kroatien. Damals zahlte die Insel Rab dem Herrscher einhundert Goldmünzen als Steuern und die Bevölkerung wurde durch Kyrill und Method christianisiert. Nach Branimir fielen die Küstenstädte und Inseln, darunter auch Rab, unter byzantinische Herrschaft und ab dem Jahr 925 gehörte es zum frühmittelalterlichen Kroatien unter Tomislav. Zu dieser Zeit wurde Rab eine unabhängige Gemeinde. Ab der Mitte des 11. Jahrhunderts regierte dann der kroatische König Petar Krešimir IV., bis zur Machtübernahme der Republik Venedig in dieser Region.
Während der Herrschaft des Königs Ludwig I. von Ungarn wurde die Region im Jahr 1358 von den Venezianern vorübergehend befreit. Nach einem neuen Feldzug der Republik Venedig in Dalmatien eroberten sie das Gebiet zurück und blieben bis zum Jahr 1797 die dortigen Machthaber.

### Frühneuzeit
Während des französischen Italienfeldzuges durch Napoleon Bonaparte kapitulierte die Venezianische Republik und unterwarf sich der französischen Herrschaft.
Im Vertrag von Campoformio vom 17. Oktober 1797 fielen dann Venetien, Dalmatien und Istrien als Herzogtum Venedig an Österreich und die Stadt Rab gehörte bis zum Ende des Ersten Weltkrieges zur Habsburgermonarchie. Am Ende des Krieges im Jahr 1918 wurde die Region ein Teil des neu entstandenen Staates der Slowenen, Kroaten und Serben. Kurze Zeit später gehörte Rab zum Königreich Jugoslawien.

### Neuzeit
Während des Zweiten Weltkrieges, im Jahr 1941, wurde die Insel Rab von den italienischen Truppen besetzt. Mit der Invasion annektierte Italien Teile der dalmatinischen Küste sowie weitere adriatische Inseln. Fortan gehörte die Stadt Rab zum italienischen Gouvernement Dalmatien, die unter einer Zivilverwaltung der Besatzer stand. Die Italiener errichteten im Jahr 1942 für etwa 6.000 Menschen das KZ Rab. In dem Lager wurden hauptsächlich jugoslawische Gefangene untergebracht und bis zur Befreiung im Jahr 1943 kamen 3.000 bis 4.500 Gefangene ums Leben. Da viele Unterlagen durch die Italiener vernichtet wurden, sind nur 1.506 Todesopfer namentlich bekannt. Nach dem Krieg folgte dann die Eingliederung in die SFR Jugoslawien.

## Politik

### Kommunalwahlen

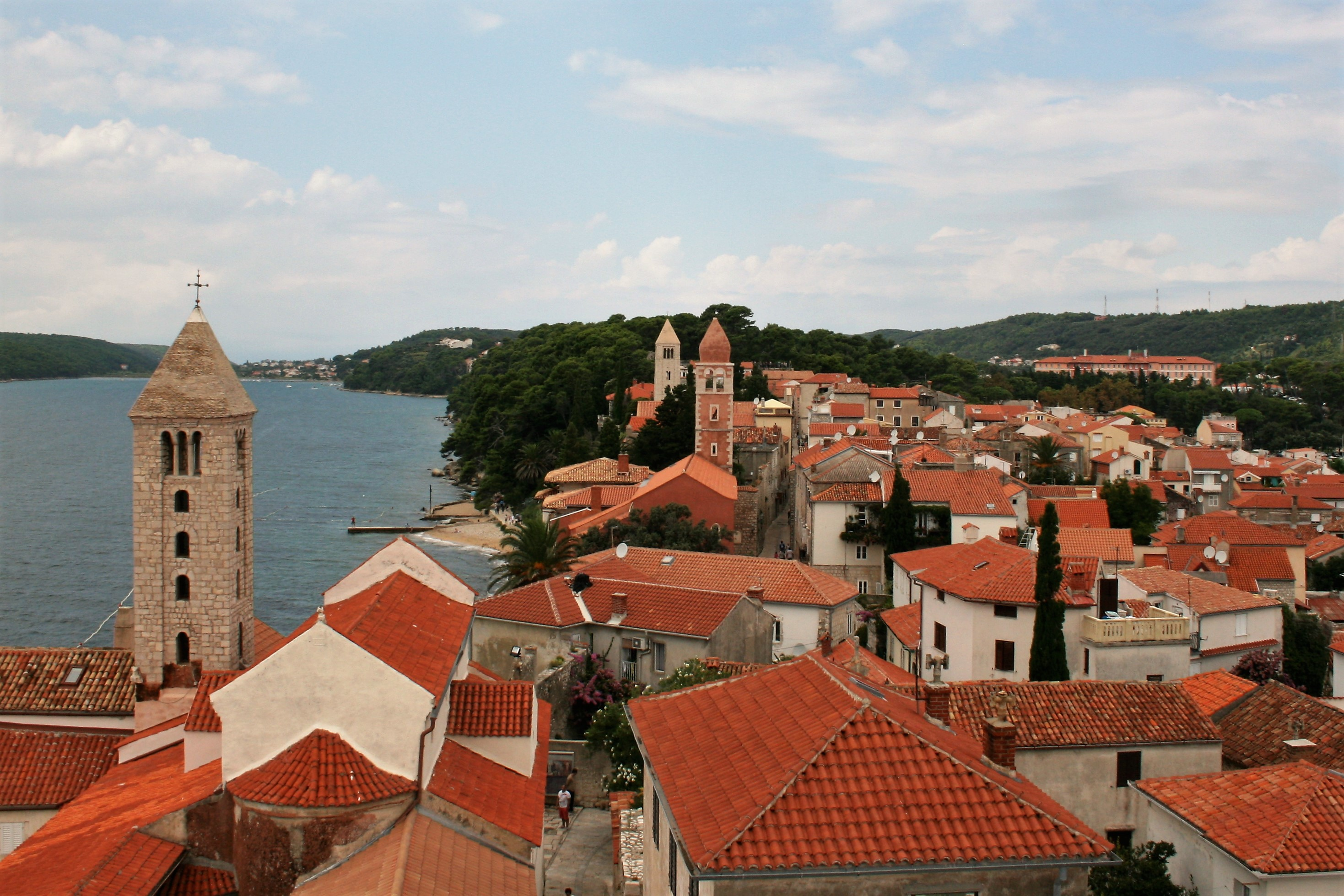
Über den Dächern der Altstadt

Bei der Kommunalwahl vom 16. Mai 2021 waren 7.219 Bürgerinnen und Bürger in der Stadt Rab wahlberechtigt und aufgefordert den neuen Gemeinderat sowie den neuen Bürgermeister zu wählen, wovon 3.766 Menschen ihr Wahlrecht nutzten. Dabei gab es insgesamt 3.647 (96,84 %) gültige und 119 (3,16 %) ungültige Stimmen. Bei einer Wahlbeteiligung von 52,17 % kam es zu folgendem Ergebnis:
| Parteien und Wählergemeinschaften | Parteien und Wählergemeinschaften                                               | % 2021 | Stimmen 2021 | Sitze 2021 |
| HDZ / HSS / RPS                   | Hrvatska demokratska zajednica / Hrvatska seljačka stranka / Rapski pučki sabor | 42,47  | 1.549        | 6          |
| SDP                               | Socijaldemokratska partija Hrvatske                                             | 23,22  | 847          | 3          |
| KLGB                              | Kandidacijska lista grupe Barica – Željko Španjol                               | 9,43   | 344          | 1          |
| KLGB                              | Kandidacijska lista grupe Barica – Luka Grgurić                                 | 8,99   | 328          | 1          |
| KLGB                              | Kandidacijska lista grupe Barica – Marko Sandalić                               | 8,36   | 305          | 1          |
| DP                                | Domovinski pokret                                                               | 7,51   | 274          | 1          |
| Gesamt                            | Gesamt                                                                          | 100    | 3.647        | 13         |
| Wahlbeteiligung                   | Wahlbeteiligung                                                                 | 52,2 % | 52,2 %       | 52,2 %     |

### Bürgermeister
Bei der Wahl des Bürgermeisters im Mai 2021 waren die Einwohner in der Stadt Rab aufgerufen, ein neues Oberhaupt zu wählen. Nikola Grgurić wurde für seine dritte Amtszeit mit 1.946 Stimmen (51,63 %) bestätigt.

### Wappen
Das Wappen der Stadt Rab hat die Form eines Schildes. Im ersten Drittel der Höhe befindet sich ein achtzackiger Stern über der Sichel des Mondes. Beide befinden sich auf drei wellenförmigen Kurven, die das Meer symbolisieren. Der Stern und der Mond befinden sich in der Mitte der vertikalen Achse des Schildes.
Am rechten Ende des Schildes, auf der oberen Wellenlinie, liegen die Umrisse der Stadt Rab, wobei der große Glockenturm streng in der vertikalen Achse des Schildes platziert ist und die Kugel auf der Kuppel des Glockenturms steht.
Auf der linken Hälfte des Schildes ist die Figur des Heiligen Christophorus abgebildet. Der Sockel des Schildes ist blau, die Sichel des Mondes, und die Wellenlinien und Umrisse von Rab sind silbern, und der Stern sowie die Figur des heiligen Christophorus sind zusammen mit dem Rand des Wappens goldfarben.

### Städtepartnerschaften
Die Stadt Rab unterhält Städtepartnerschaften mit folgenden Städten:
 San Marino in der Republik San Marino
 Königsbrunn, im Freistaat Bayern in Deutschland
 Sežana in Slowenien
 Kočevje in Slowenien

## Bevölkerung
Bei der Volkszählung von 2021 waren von insgesamt 7.161 Einwohnern in der Stadt Rab 6.867 (95,89 %) Kroaten, 47 (0,66 %) Serben, 12 (0,17 %) Bosniaken, 28 (0,39 %) Slowenen und 14 (0,20 %) Deutsche. Nach der Volkszählung 1991, kurz vor Ausbruch des Kroatienkrieges, waren es noch mit allen Stadtteilen zusammen 9.562 Einwohner gewesen.
| Bevölkerungsentwicklung | Bevölkerungsentwicklung | Bevölkerungsentwicklung | Bevölkerungsentwicklung | Bevölkerungsentwicklung | Bevölkerungsentwicklung | Bevölkerungsentwicklung | Bevölkerungsentwicklung | Bevölkerungsentwicklung | Bevölkerungsentwicklung | Bevölkerungsentwicklung | Bevölkerungsentwicklung | Bevölkerungsentwicklung | Bevölkerungsentwicklung | Bevölkerungsentwicklung | Bevölkerungsentwicklung | Bevölkerungsentwicklung | Bevölkerungsentwicklung |
| ----------------------- | ----------------------- | ----------------------- | ----------------------- | ----------------------- | ----------------------- | ----------------------- | ----------------------- | ----------------------- | ----------------------- | ----------------------- | ----------------------- | ----------------------- | ----------------------- | ----------------------- | ----------------------- | ----------------------- | ----------------------- |
| 1857                    | 1869                    | 1880                    | 1890                    | 1900                    | 1910                    | 1921                    | 1931                    | 1948                    | 1953                    | 1961                    | 1971                    | 1981                    | 1991                    | 2001                    | 2011                    | 2021                    |                         |
| 964                     | 1359                    | 811                     | 952                     | 986                     | 1008                    | 1008                    | 1076                    | 1005                    | 1022                    | 1041                    | 932                     | 731                     | 592                     | 554                     | 437                     | 364                     |                         |

## Sehenswürdigkeiten
- Die Kirche des Heiligen Johannes aus dem 12. Jahrhundert war ursprünglich eine frühchristliche dreischiffige Basilika. Daneben wurde ein Benediktinerkloster errichtet und die Kirche in romanischer Form renoviert. Die Form und Breite der Apsis ermöglichte den Bau der Prozession um den Altar. Die Kapitelle der Säulen, die die Halbkugel der Apsis und das Gewölbe der Prozession trugen, weisen frühromanische Merkmale aus der zweiten Hälfte des 12. Jahrhunderts auf. Die Fußböden in der Kirche waren mit Mosaiken verziert. Im 15. Jahrhundert, an der Südseite des Heiligtums, wurde ein romanischer Glockenturm errichtet, der bis heute erhalten geblieben ist. Die Kirche und das Kloster wurden Mitte des 19. Jahrhunderts aufgegeben, nachdem sie für kurze Zeit Sitz der Bischöfe gewesen waren.[10]
- Die Kirche des Heiligen Kreuzes in der Stadt Rab befindet sich am südlichen Rand der Halbinsel. An ihrer Stelle befand sich im 13. Jahrhundert die gleichnamige ältere Kirche und daneben ein Gasthaus der Benediktiner des Klosters des Heiligen Petrus. Seine heutiges Aussehen erhielt es durch Umbauten zwischen dem 16. Und 18. Jahrhundert. Der einschiffige Innenraum besteht aus einem rechteckigen vorderen Teil und einem Pfeiler eines erhöhten Presbyteriums, das durch eine Balustrade getrennt ist. Die Hauptfassade ist architektonisch bescheiden gegliedert durch ein einfaches Portal und ein rundes Fenster in einem Giebel. Oberhalb des Gebäudes befindet sich ein kleiner Glockenturm.[11]
- Das Benediktinerinnenkloster St. Andreas und die Kirche des Apostels des Heiligen Andreas wurden am südlichen Rand der Halbinsel errichtet. Das Kloster wurde im 11. Jahrhundert gegründet und die Kirche etwas früher, in der Mitte des 11. Jahrhunderts, erbaut. Bei dem Gotteshaus handelt es sich um eine dreischiffige Basilika mit drei halbkreisförmigen Apsiden. Der erste bedeutende Umbau erfolgte im 14. Jahrhundert. Die Fassade ziert ein Portal aus der Frührenaissance und im Jahr 1765 wurde es barockisiert. Der Glockenturm wurde bereits im Jahr 1181 errichtet.[12]

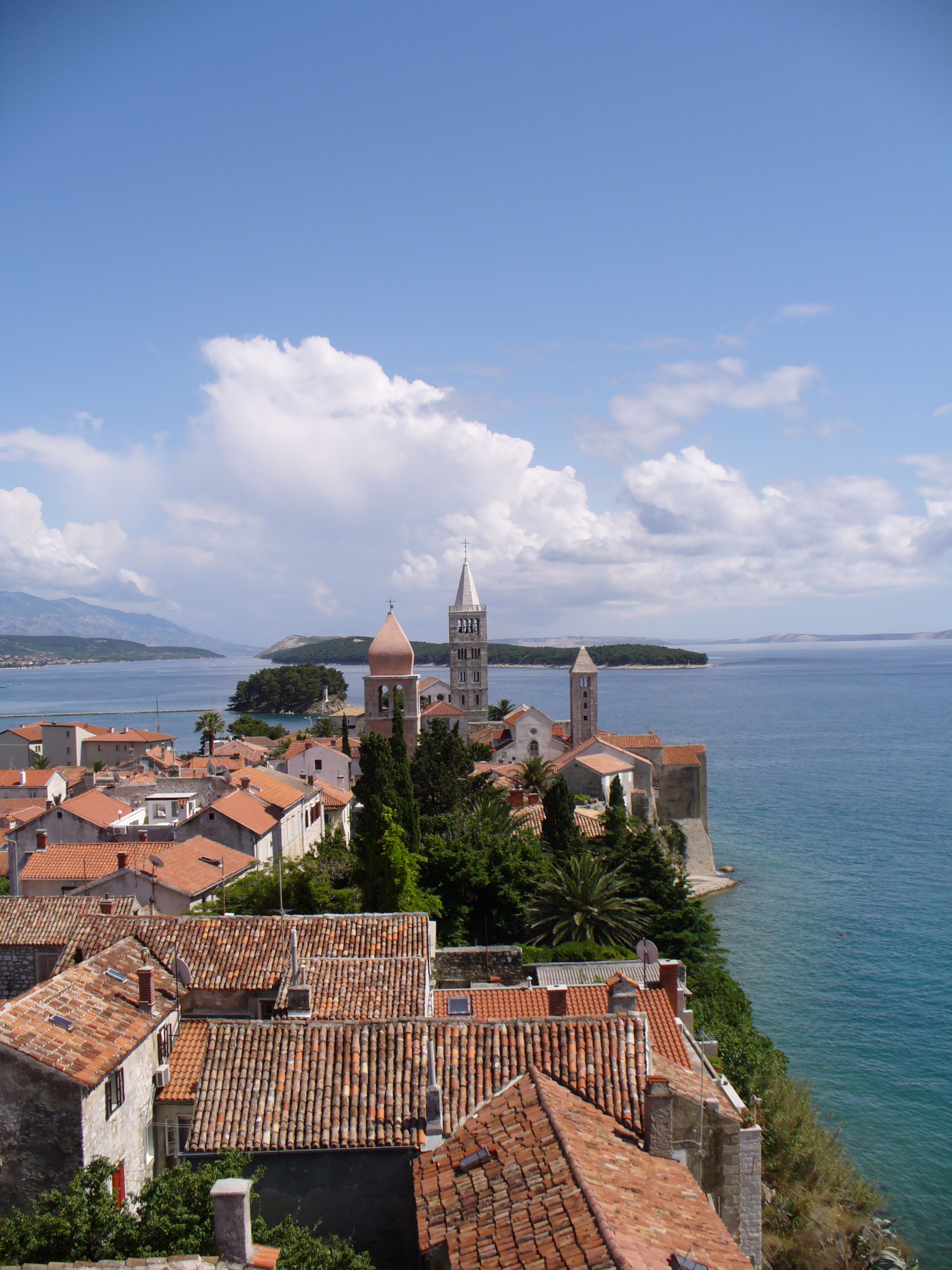
Die Altstadt von Rab
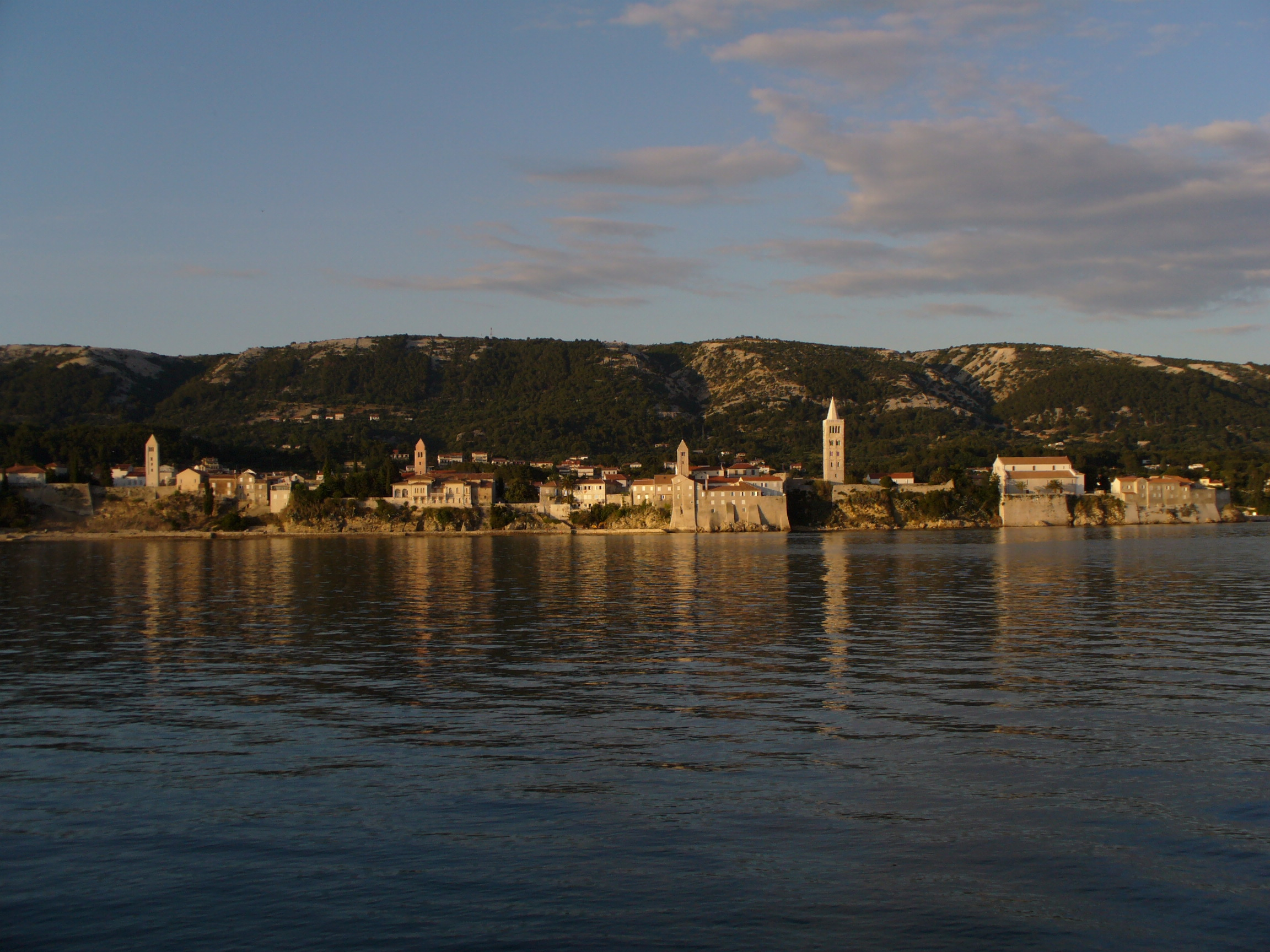
Stadt Rab am Abend
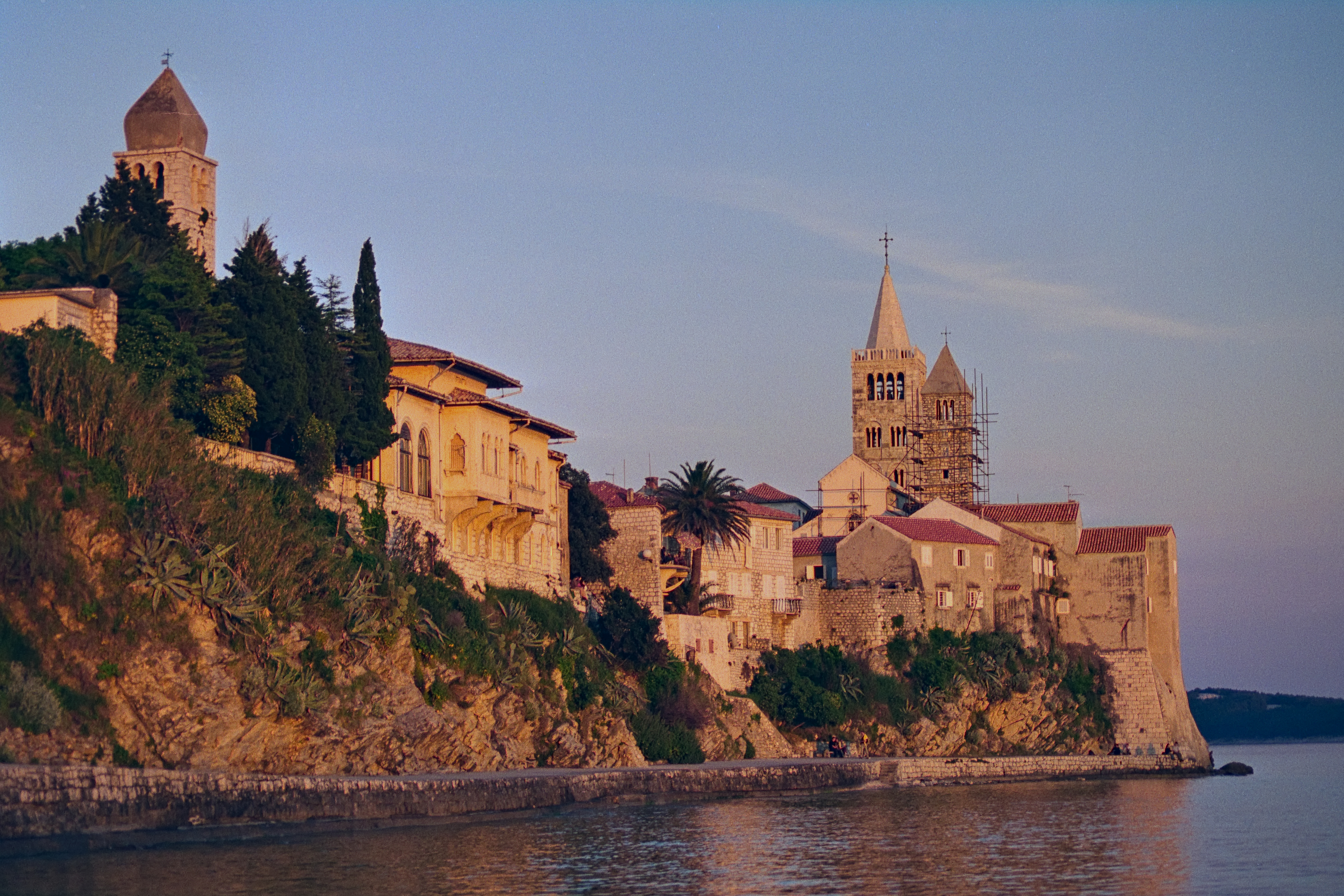
Die Altstadt von Rab
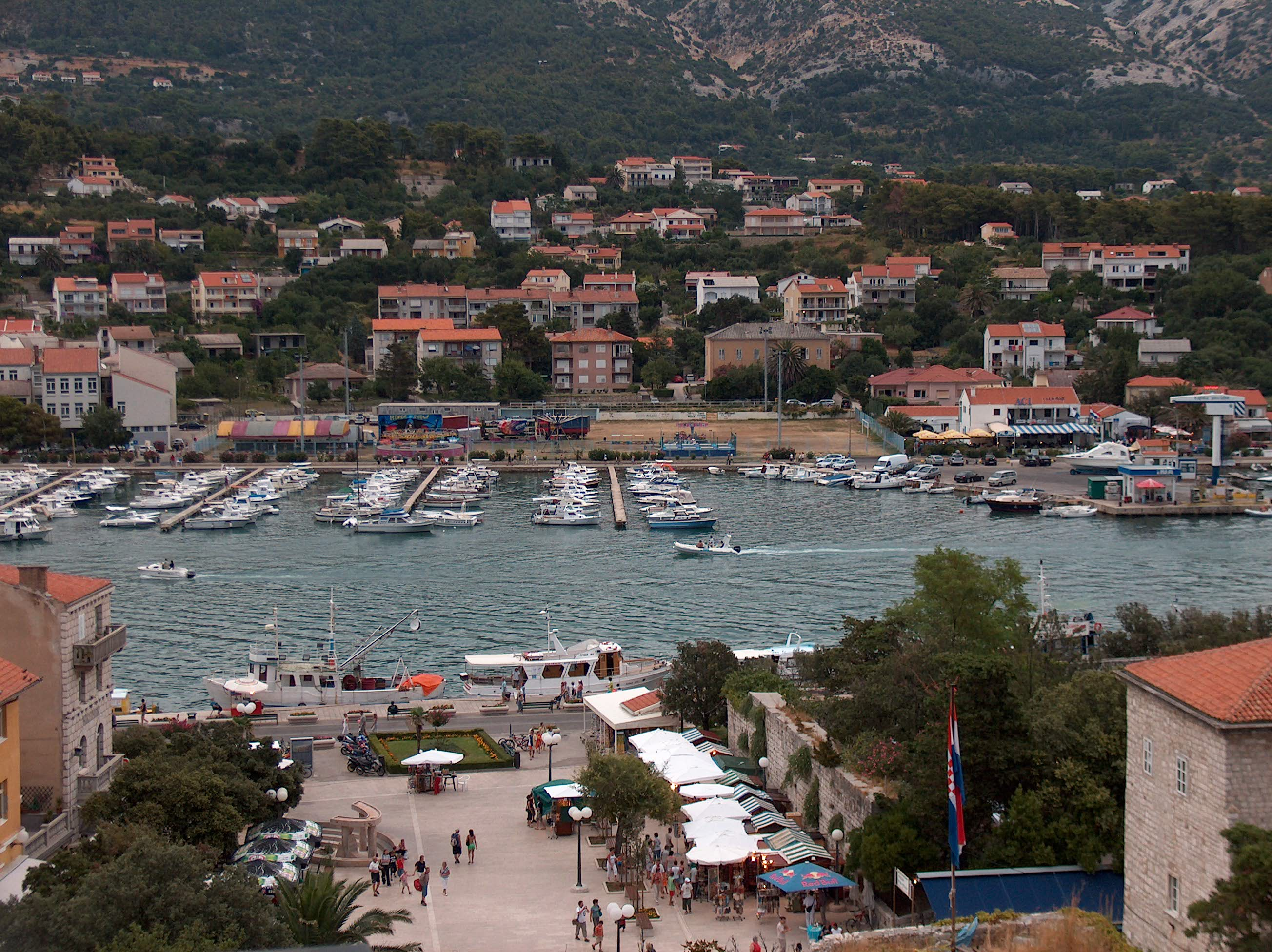
Hafen von Rab (2006)
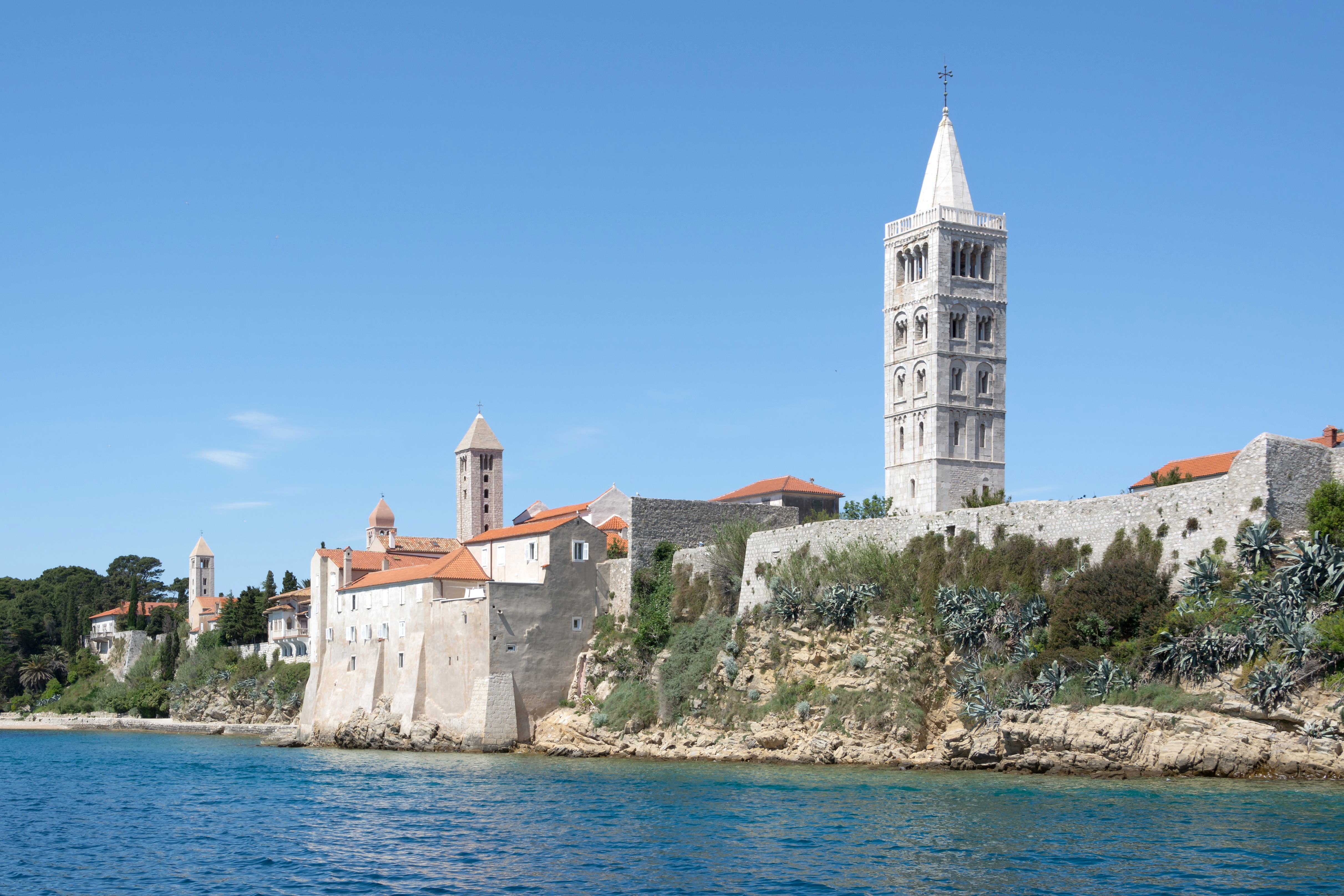
Die Silhouette der Altstadt vom Meer
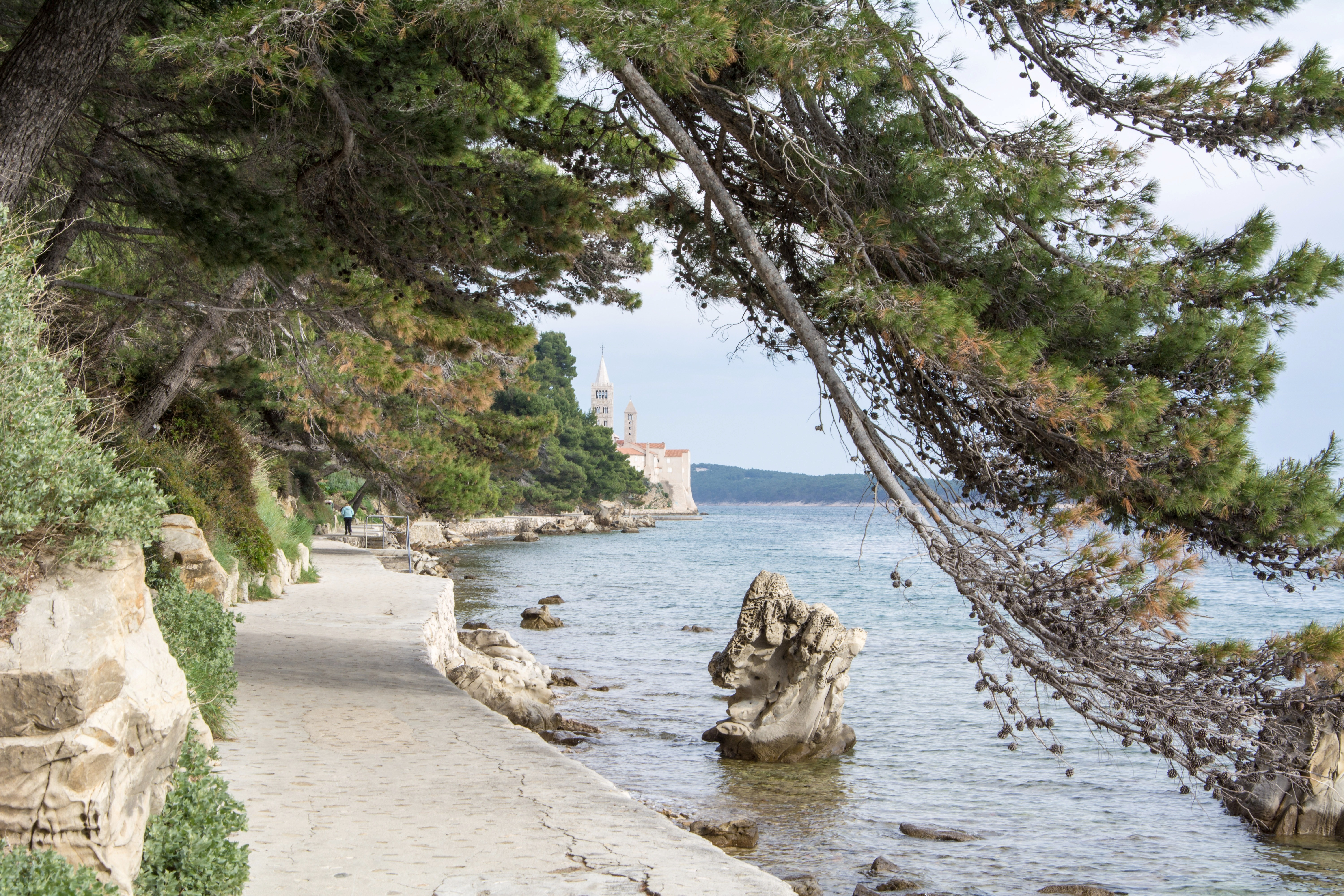
Die Promenade auf der Seeseite
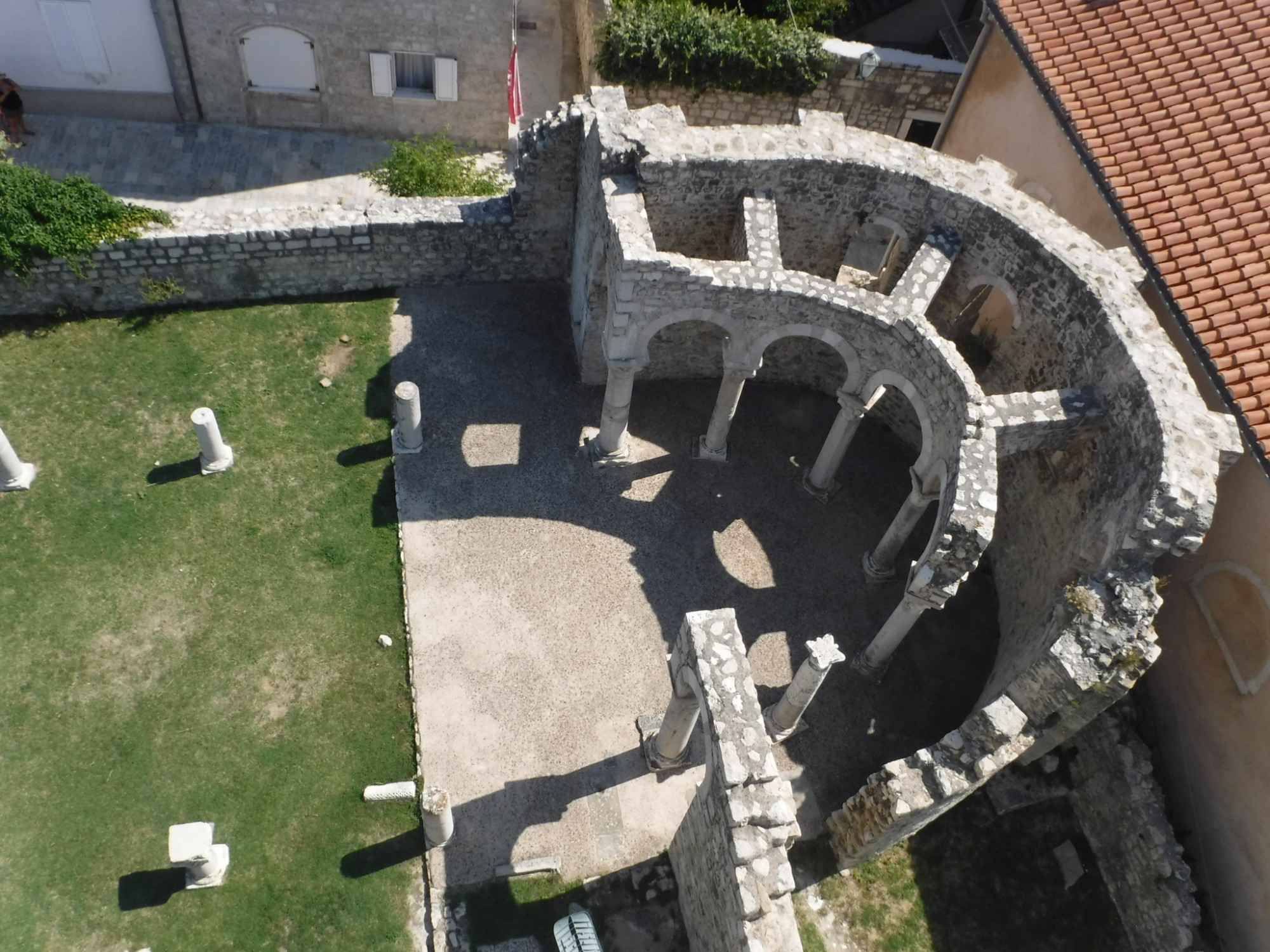
Ruine der St. Johannes-Evangelist-Kirche mit Kroatiens einzigem Chorumgang
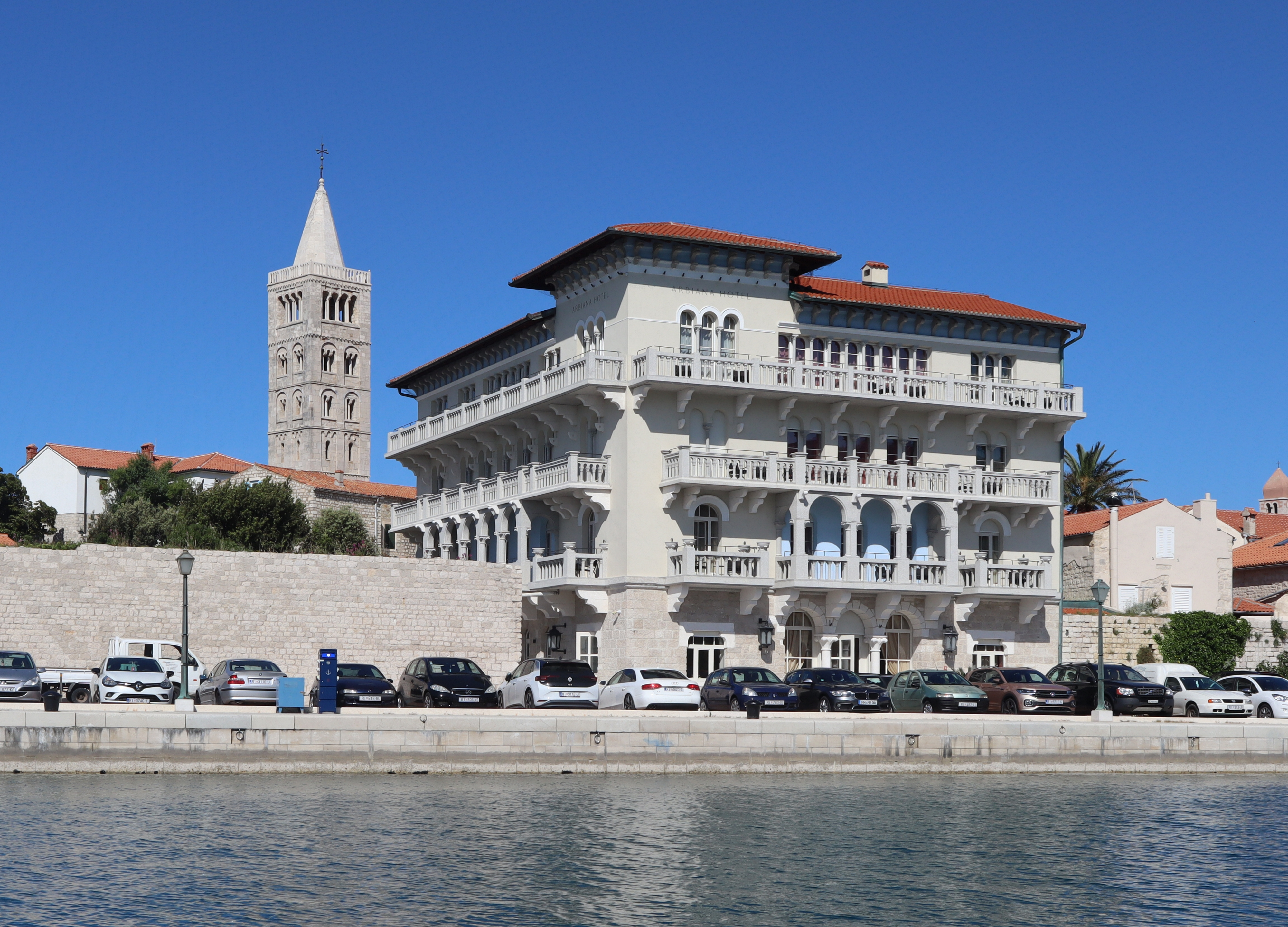
Hotel Arbiana
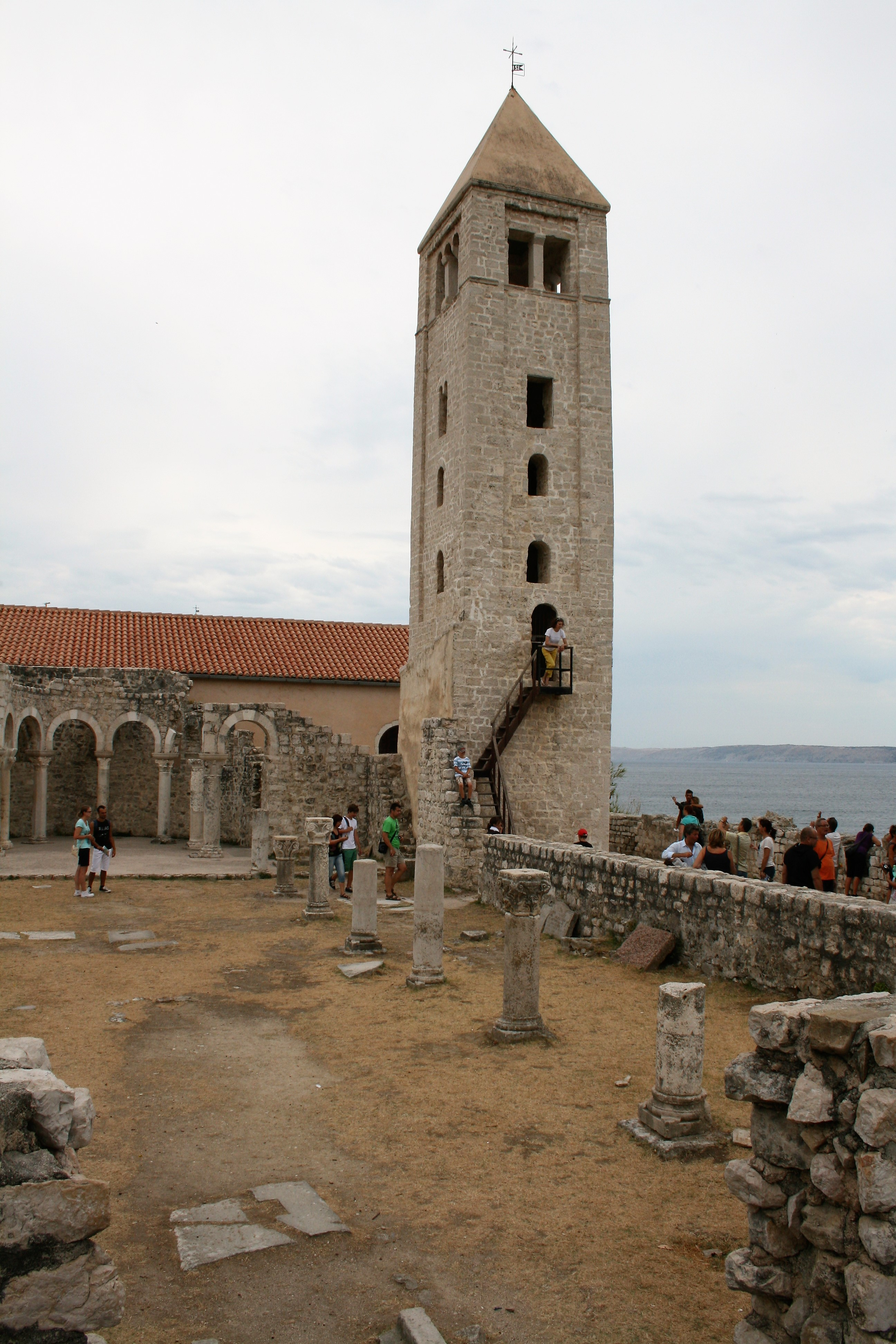
Ruinen der Kirche und des Klosters des Heiligen Johannes

- Der repräsentative Rektorenpalast im Stadtzentrum und direkt neben dem ehemaligen Hafen wurde Ende des 15. Jahrhunderts erbaut. Der Innenhof wird von einem wuchtigen Turm beherrscht mit gotischem Portal, der schöne Elemente der Renaissance enthält. Heute befinden sich hier zahlreiche Büros der Stadtverwaltung der Stadt Rab und des Rathauses.[13]
- Die Kapelle des Heiligen Andreas ist ein einschiffiges Gebäude mit rechteckigem Grundriss und flacher Rückseite, das im 15. Jahrhundert erbaut wurde. Die Eingangstür an der Hauptfassade wird mit einem Spitzbogen abgeschlossen, während sich an der Südwand eine weitere Türe mit einem Halbrundbogen befindet. Die Ecken sind mit massiveren Steinblöcken verstärkt, von denen einer das Steinmetzemblem AR und das Wappen mit einem Kreuz zeigt. Das Gebäude hat eine flache verputzte Decke. Zwei alte Steinfragmente mit der Inschrift wurden in die Nord- und Vordermauer eingebaut.[14]
- Die Stadtloggia in Rab befindet sich im zentralen Teil des Stadtzentrums, auf einem kleinen Platz neben der Kirche des Heiligen Nikolaus. Die Loggia hat einen quadratischen Grundriss und ist als aufgelöste Veranda konzipiert. Der dreiseitige Vorbau besteht aus acht Säulen und zwei Halbstufen, die auf einer Brüstungsmauer angeordnet sind, die auf jeder Seite durch einen zentralen Eingang aufgelöst wird. Nach der Fertigstellung der Bauarbeiten bis zum Ende des 18. Jahrhunderts war die Loggia der zentrale Ort des öffentlichen Lebens der Stadt. Hier fanden Volksversammlungen und Gerichtsverhandlungen statt, es wurde Handel getrieben und es beherbergte eine Stadtwache.[15]

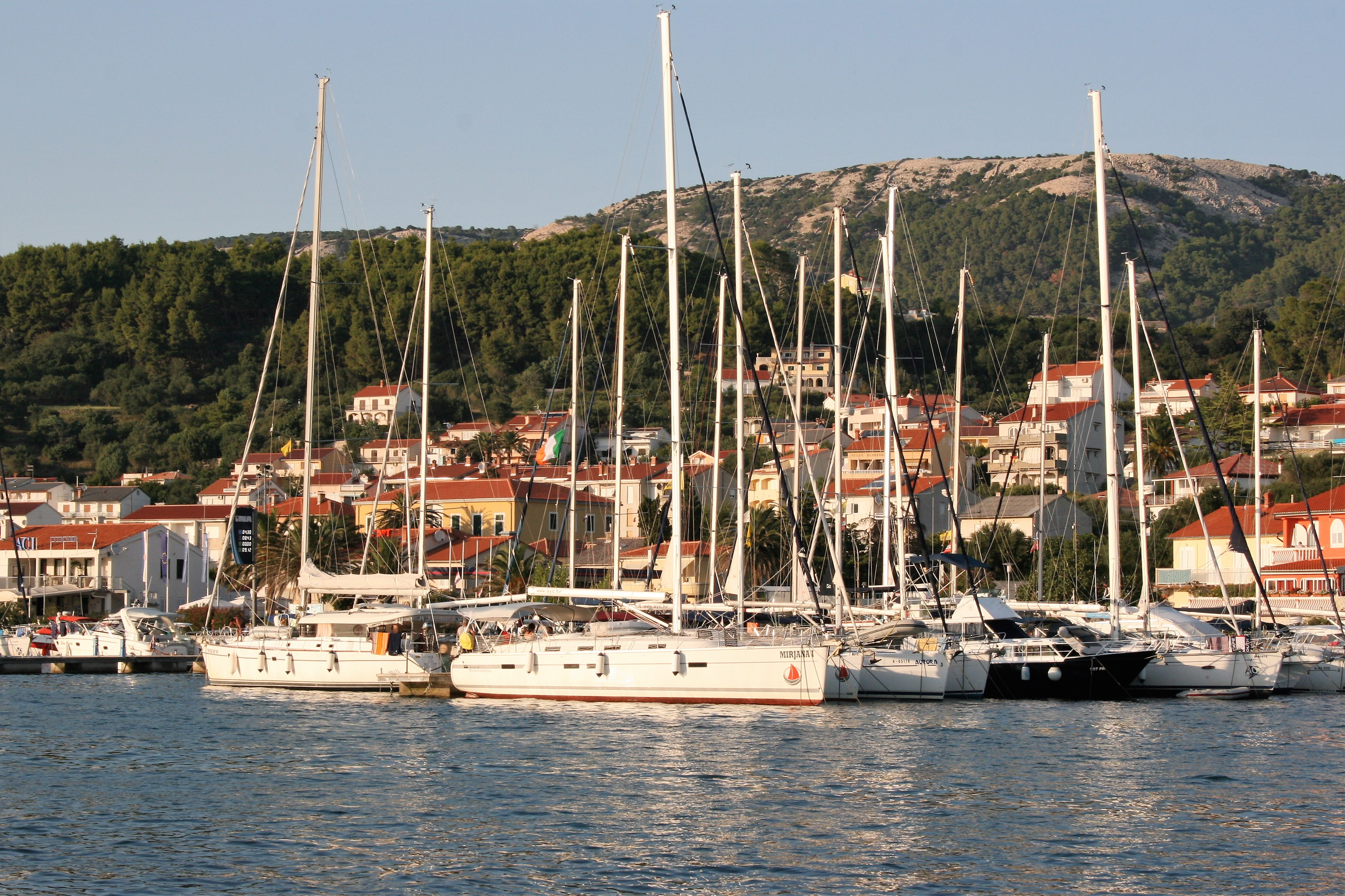
Hafen in der Stadt Rab
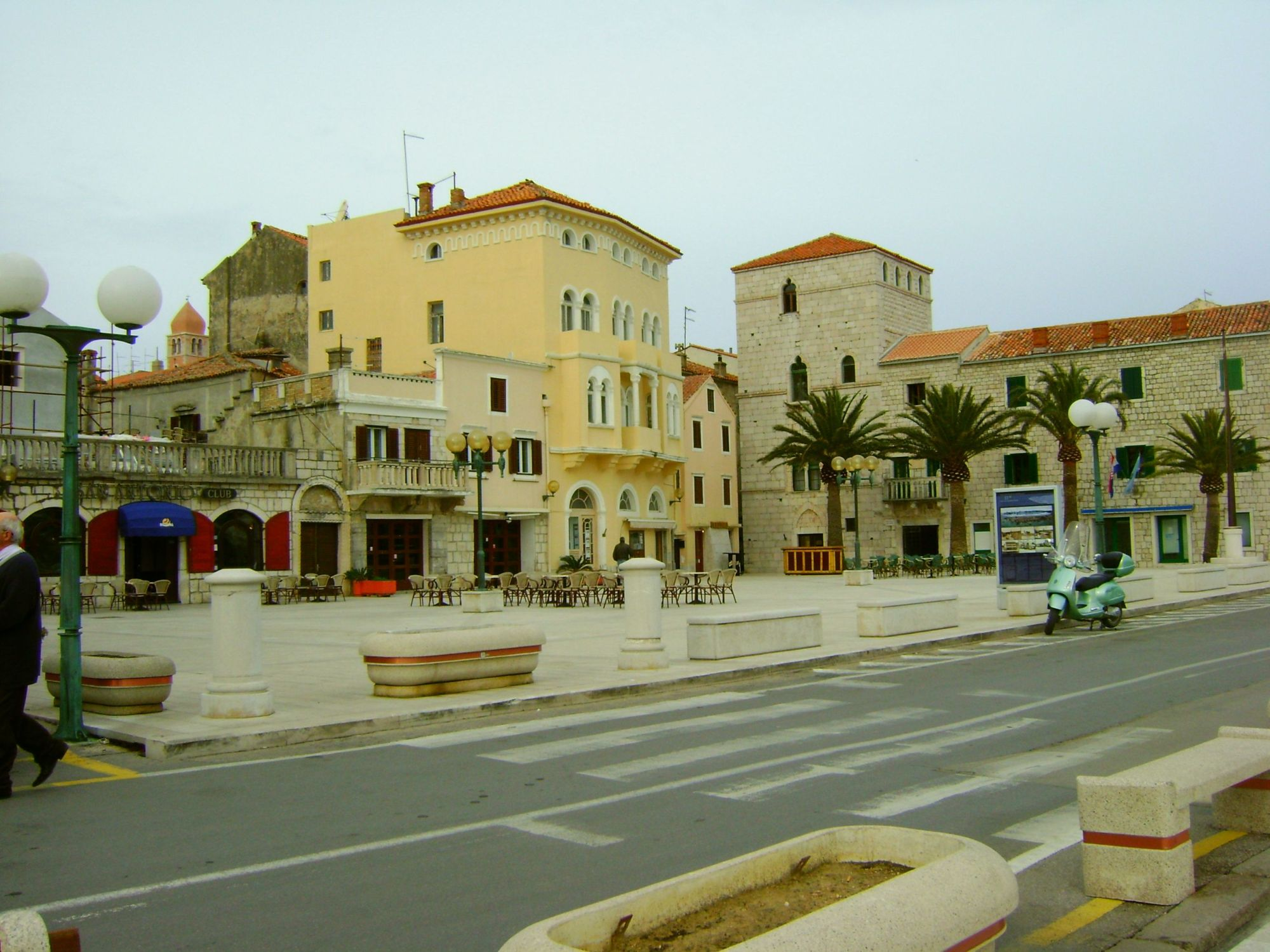
Stadtmitte am Hafen
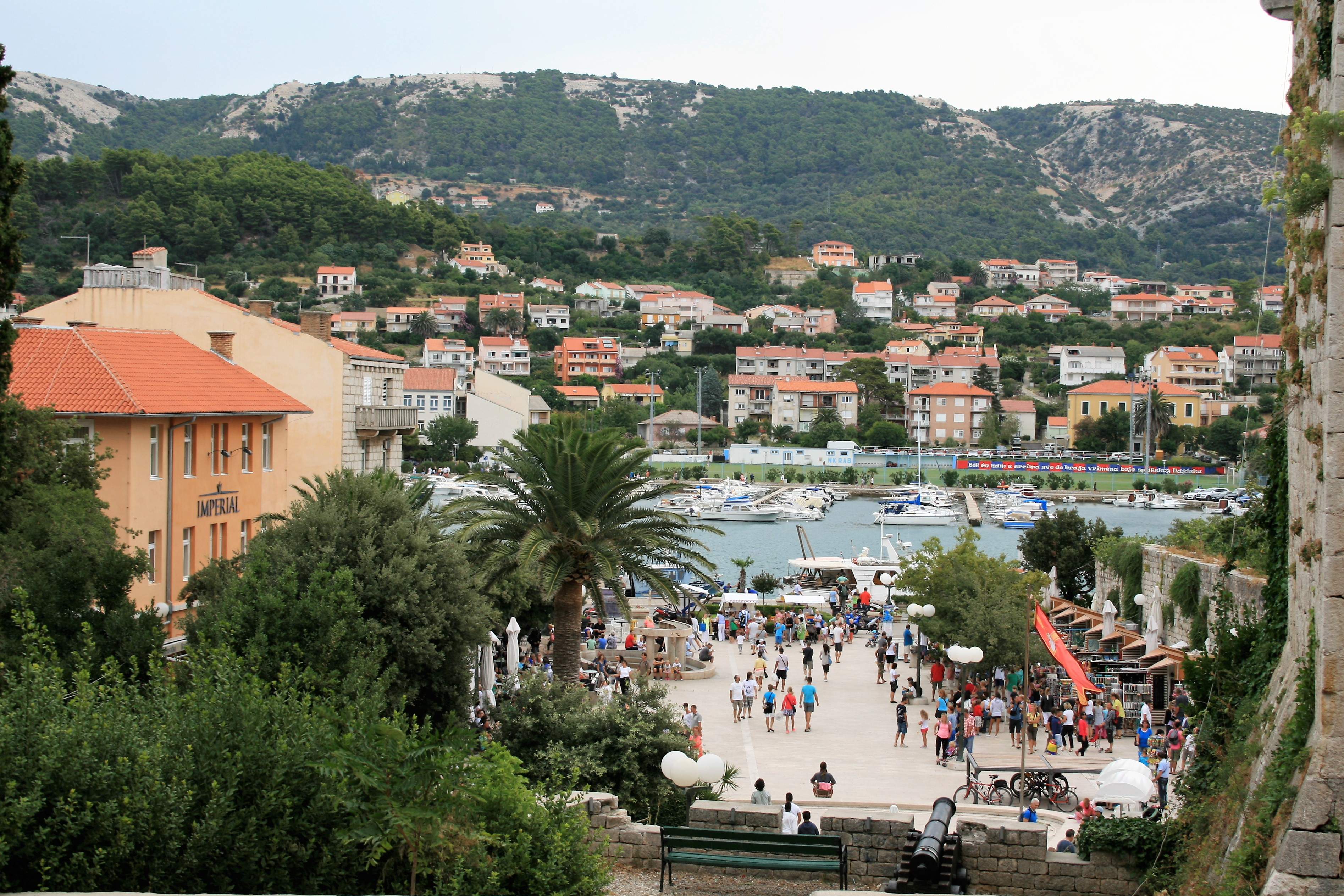
Blick auf den Hafen
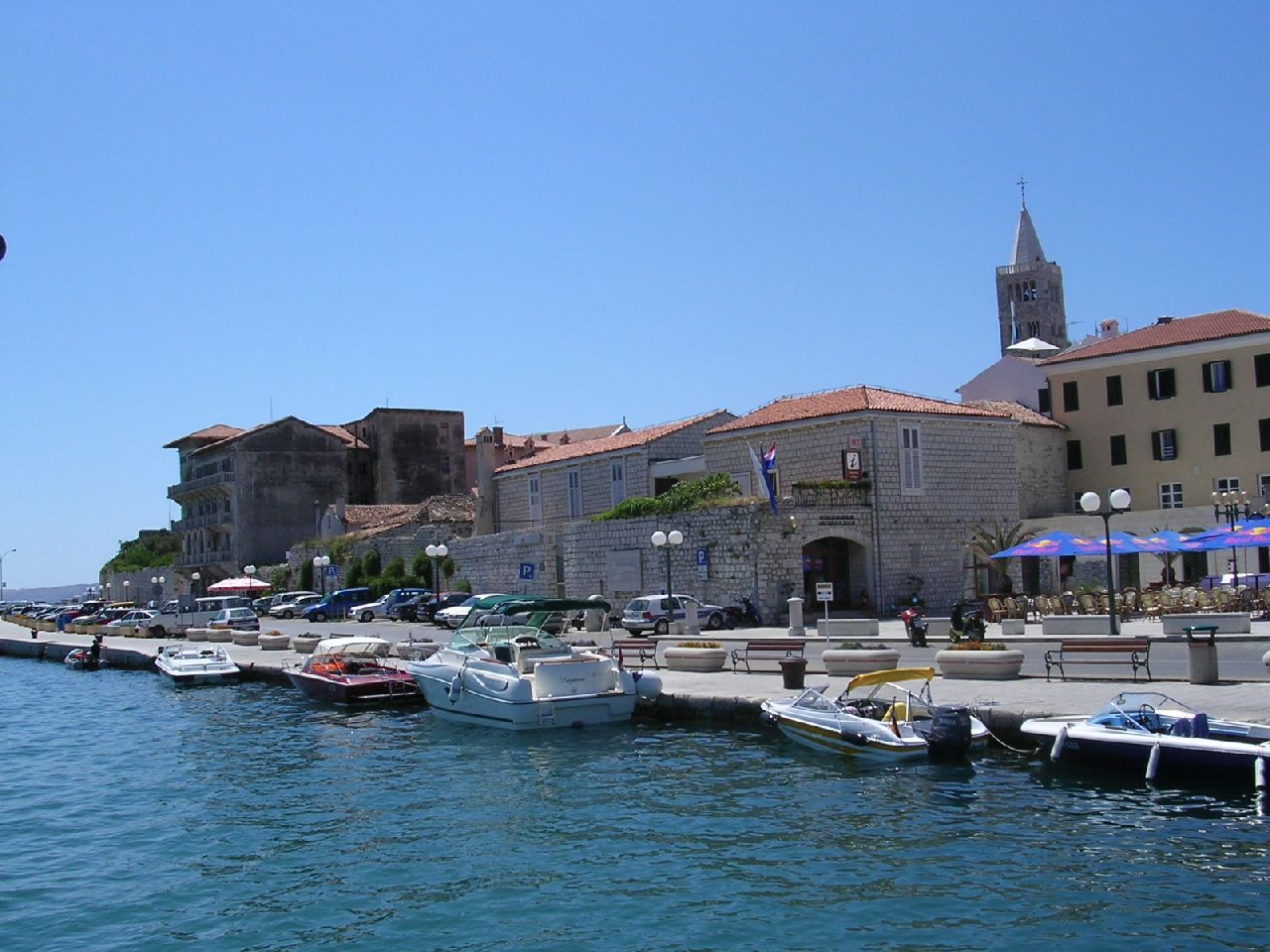
Uferpromenade
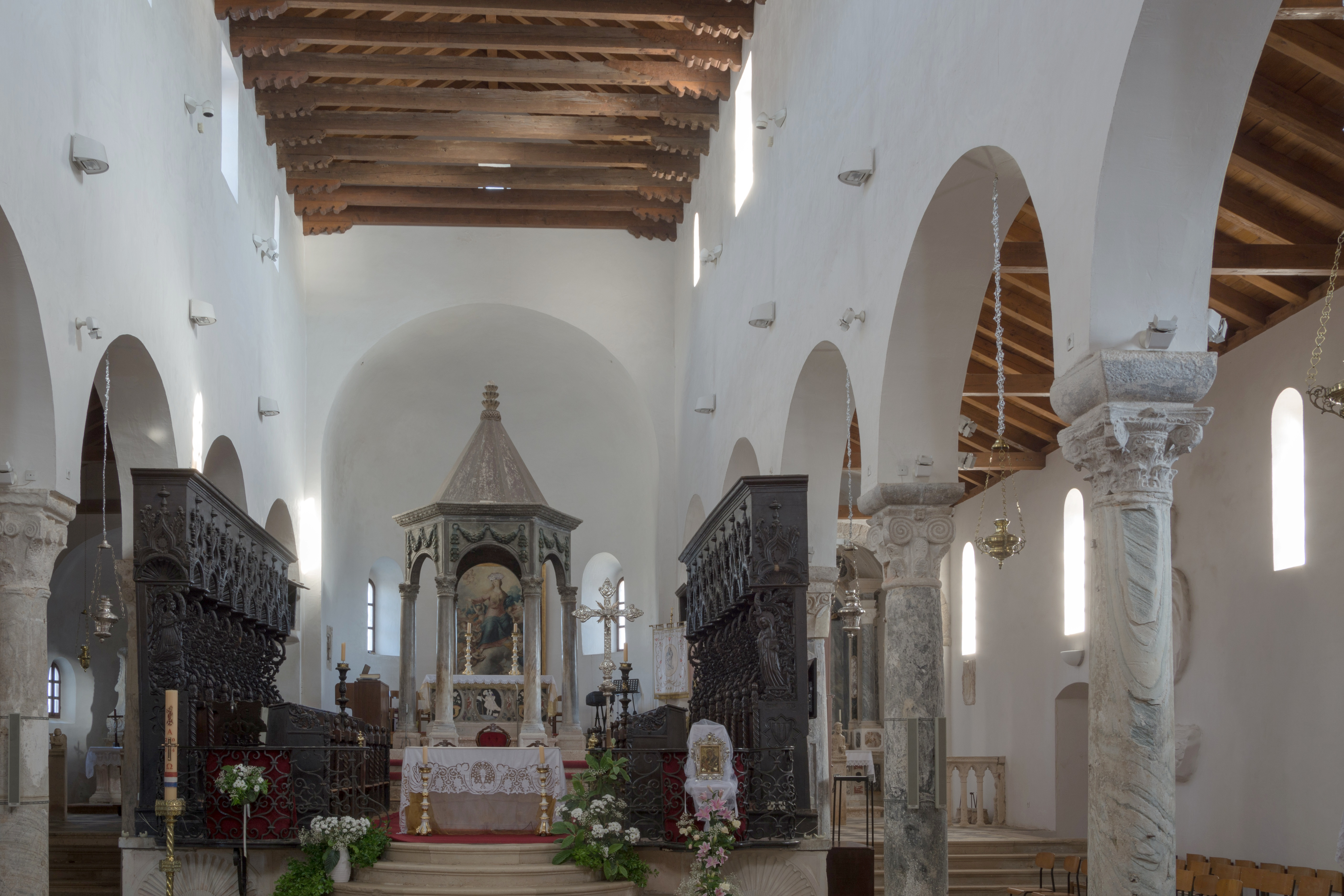
Altaransicht in der Kirche der Heiligen Maria
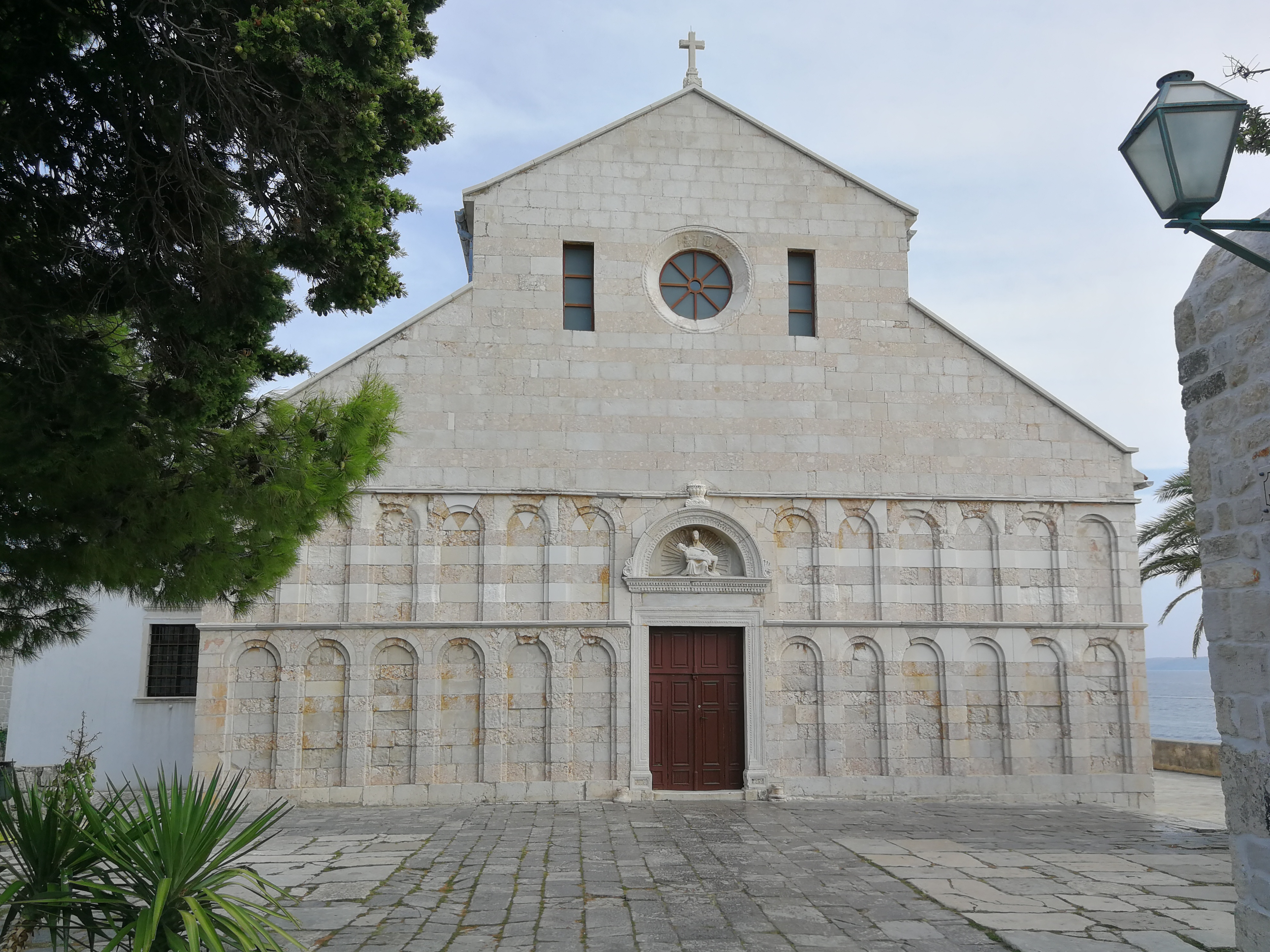
Kirche der Heiligen Maria
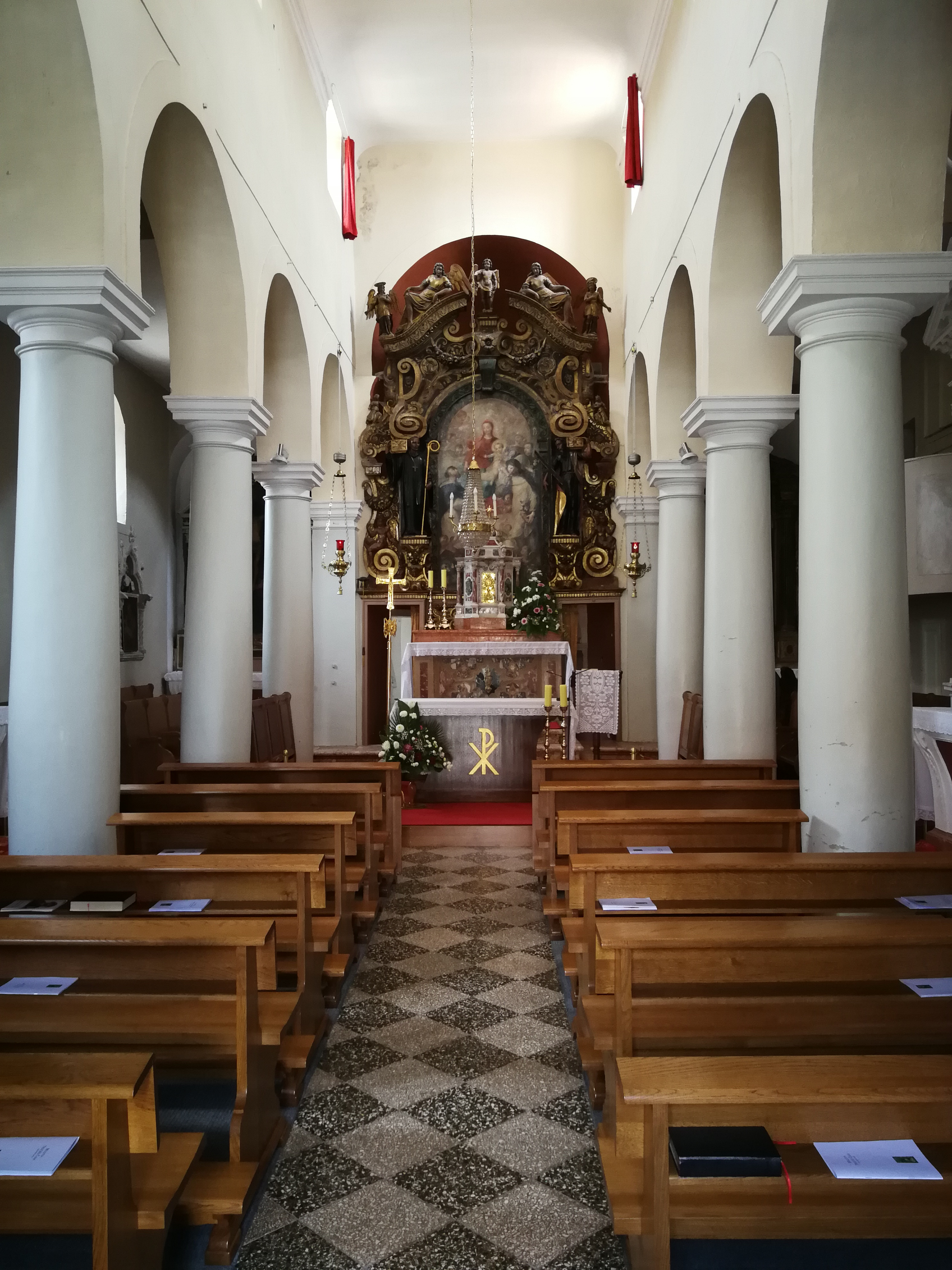
Andreaskirche des Klosters
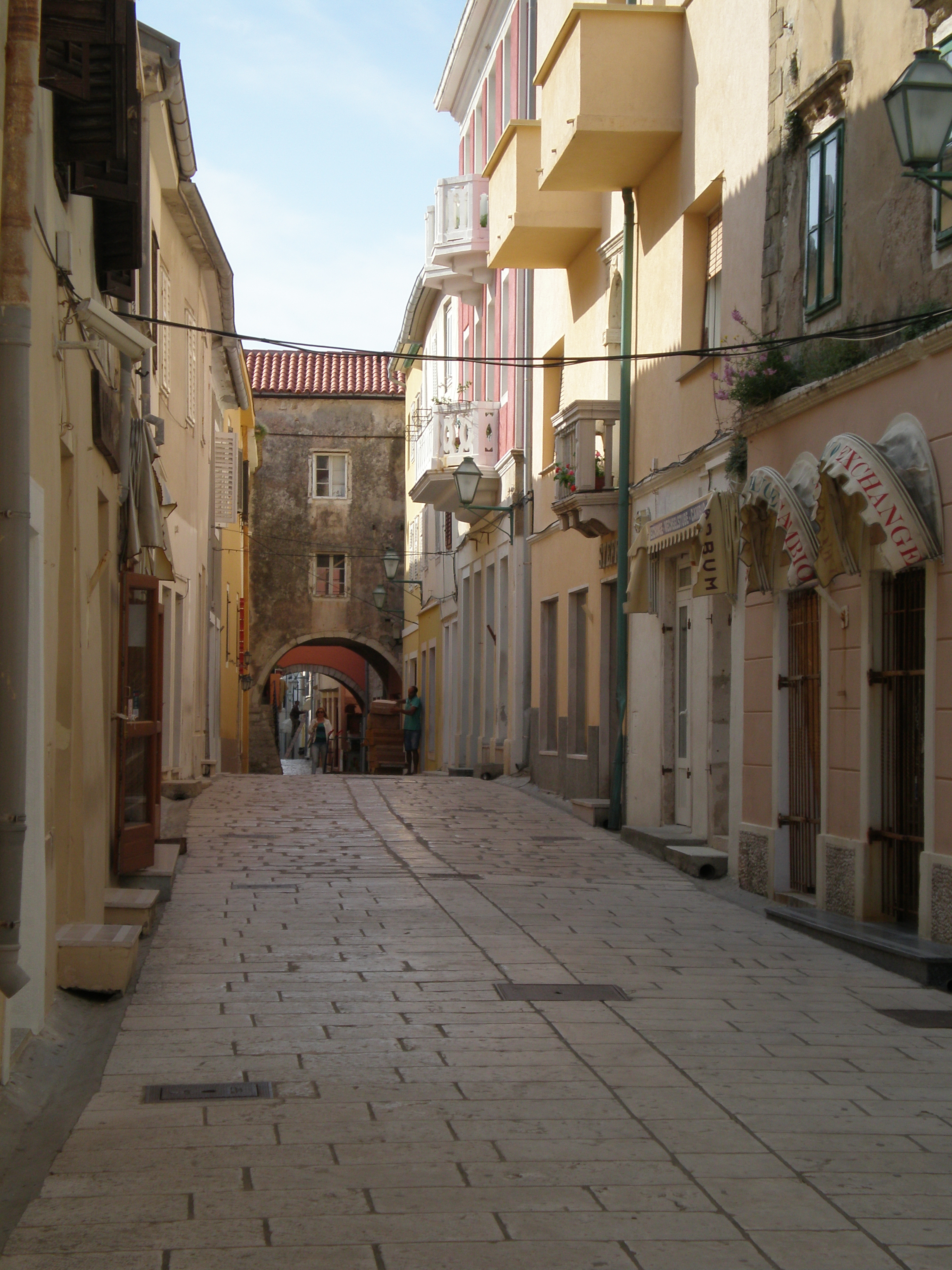
Gasse in der Altstadt
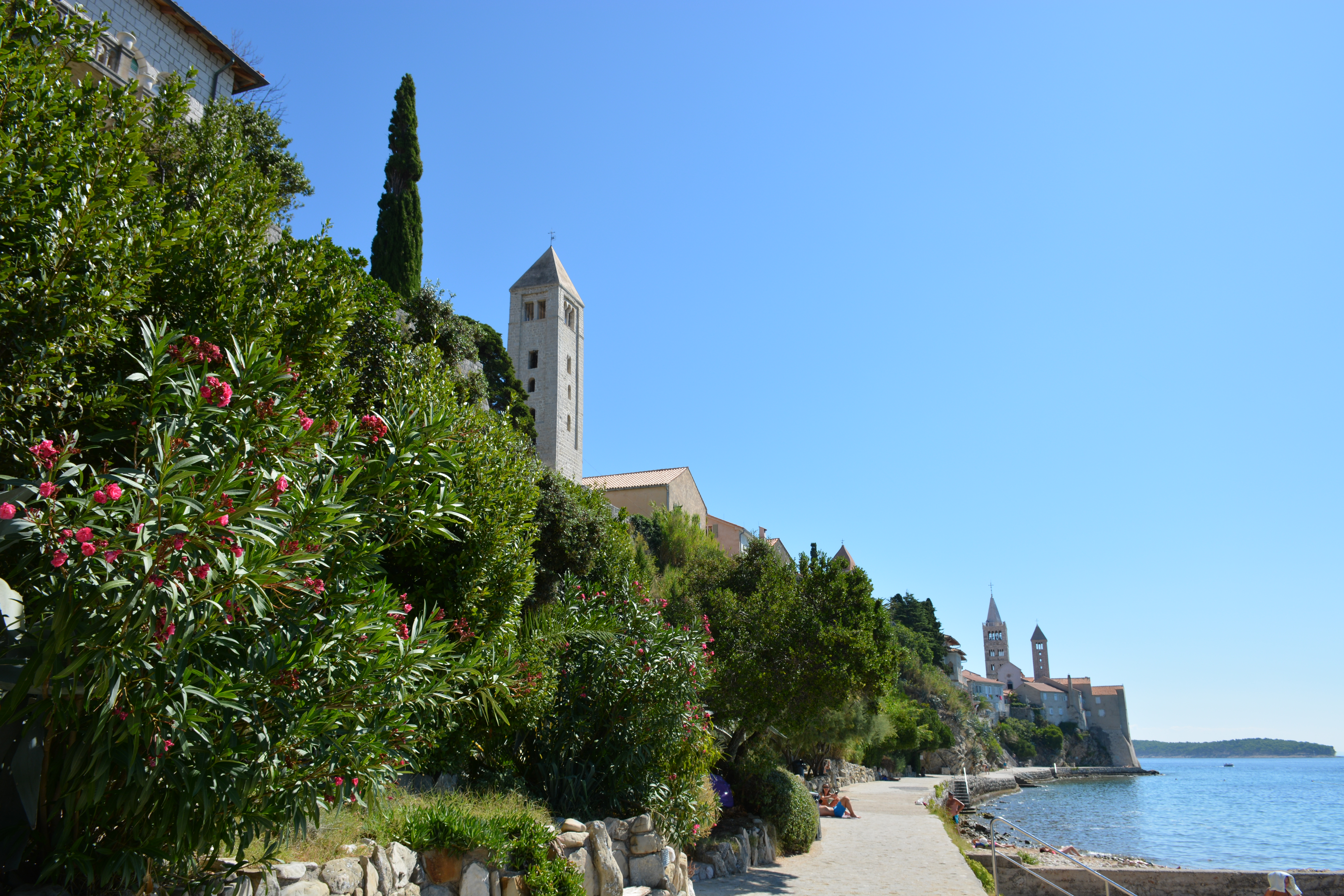
Strandpromenade der Stadt

## Kultur und Veranstaltungen
Die Stadt hat kulturell und sportlich viel zu bieten. Im kroatischen Vereinsregister „Registar udruga Republike Hrvatske“ sind 86 aktive Vereine mit Sitz in der Stadt Rab registriert (Stand: IX/2023).
- Die Kreuzprozession Krizevo findet jährlich am letzten Sonntag im April statt.
- Die Rabska Fjera ist das älteste und größte mittelalterliche Sommerfest Kroatiens. Die Veranstaltung geht zurück auf eine Tradition, die am 21. Juli 1364 ihren Anfang nahm als der Stadtrat von Rab beschloss, dem ungarischen König Ludwig I. Tribut zu zollen, der Rab von der venezianischen Herrschaft befreite. Die Fjera erstreckte sich damals über zwei Wochen. Die Inselbevölkerung verehrte dann die Reliquien des heiligen Christophorus, dem die Rettung der Stadt vor der Zerstörung zugeschrieben wird. Heutzutage findet das Fest immer vom 25. bis 27. Juli in Rab statt.[17]

## Persönlichkeiten
- Marinus (?–366), Steinmetz und Diakon
- Markantun de Dominis (1560–1624), Mathematiker, Physiker und Theologe

## Sonstiges
Marino, ein Steinmetz von der Insel Rab, soll der Legende nach im Jahre 301 San Marino, eine der ältesten Republiken in Europa, gegründet haben.
Der Schutzpatron der Stadt und der Insel Rab ist der Heilige Christophorus, dessen Schädel als heilige Reliquie auf der Insel Rab aufbewahrt wird. Ihm zu Ehren finden alljährlich am Tag des Hl.Christophorus (27. Juli) die Ritterspiele auf der Insel statt.